# Горби (Лубенський район)
Горби́ —  село в Україні, у Лубенському районі Полтавської області. Населення становить 58 осіб. Входить до складу Гребінківської міської громади.

## Географія
Село Горби знаходиться на лівому березі річки Гнила Оржиця, вище за течією на відстані 1 км розташоване село Березівка, нижче за течією на відстані 2,5 км розташоване село Рудка, на протилежному березі - село Овсюки.

## Історія
Нинішнє село Горби утворилось із двох населених пунктів - Високий Горб і Олександрівка, кожний із яких має свою історію: перший з них - дуже давню, другий - значно пізнішу.
Археограф Матвій Григорович Астряб, який жив до революції в селі Високий Горб (його дружина Єлизавета Аркадіївна одержала тут у спадщину невелику маєтність), стверджував, що Високий Горб є доісторичним людським пристановищем. Його твердження побудоване на результатах археологічних розкопок, які проводилися влітку 1902 року в районі поселення Високий Горб.
В різних місцях при розкопках попадалися глиняні черепки з первісним орнаментом та крем'яні знаряддя. На пагорбі в могильному кургані знайдено великий людський скелет, кістки якого при терті залишають червонуватий слід (цей слід свідчить про бальзамування покійника).
При розкопках тут знайдені сліди вогнищ, багатих на попіл та дубове вугілля, що свідчить про спалені жертви на честь покійника. Всі ознаки скіфського поховання.
Курган був насипаний на півсаженній товщі чорнозему, під яким починався цілковито чистий пісок товщиною багато саженів, звідки всі сусідні жителі черпали запаси піску. Із цього піску, знайденого на високому схилі до річки Сирої Оржиці, іноді викочувались великі обточені брили граніту льодовикового періоду.
Як помітив М. Г. Астряб, час постійно проганяв людину з цього горба («Високого Горба»). Без людської оселі (в 1703 р.) згадується «Високий Горб»: «на том боку от (Яблонова) Оржици к Рудке» («Стороженки. Фамильный архив», том VI, с. 212).
Імовірно, що з часів татаро-монгольського нашестя, коли всі людські оселі спалювались, а люди знищувались або забирались у полон, це місце не заселялось. Проведені в 1740 і 1751 роках переписи (ревізії) мовчать про Високий Горб, а в 1764 р. тут значилось посполитих поміщика Л В. Богаєвського дворів - 1 (двір того часу - це ділянка землі з декількома хатами і іншими господарськими будівлями), бездвірних хат - 37, людей - 129, посполитих поміщика Юрія Петровича Троцького - бездвірних хат - 50, людей - 176.
Згодом маєтність Л. В. Богаєвського перейшла до секунд-майора І. М. Боярського, прадіда дружини Є. П. Гребінки Марії Василівни Ростенберг. До речі, єдиний в усьому Лубенському повіті існував «хор музикантів» - «Капелія» (самодіяльний колектив співаків і музикантів) у поміщиків Боярських в с. Високий Горб.
В сповідальній відомості Троїцької церкви с. Овсюки за 1772 рік записано:
- посполиті Івана Михайловича Боярського в хуторі Високого Горбу 98 чол. статі і 80 жін. статі;
- посполиті пана Троцького в х. Високого Горбу - 114 чол. статі і 101 жін. статі.
Від Боярських в 1806 р. маєтність перейшла до П. М. Полторацького, а від нього (в 1815 р.) - до Василя Юрійовича Троцького. Таким чином, з 1815 р. всіма угіддям Високого Горба володів один поміщик В. Ю. Троцький. В той час тут були винокурний та селітровий заводи, два водяні млини.
Від В. Ю. Троцького маєтність перейшла до його дочок Олександри (в шлюбі за підполковником Левом Чертовим) та Ганни (в шлюбі за капітаном Островським). Олександра на своїй частині землі заснувала деревню Олександрівку. Ганна утримала за собою Високий Горб, де в 1854 р. побудувала кладовищенську дерев'яну святої Пророчиці Анни церкву з дзвіницею, приписану до Рудківської Покровської церкви, а кріпаків з «високого горба» перевела до своєї сестри Олександри в деревню Олександрівку.
Так «високий горб» залишився знову без жителів, тільки з запустілим цвинтарем на кургані.
Проте уже в 1859 р. в с. Високий Горб було записано 16 дворів і 133 жителі, а в д. Олександрівці - 34 двори і 163 жителі. В 1900 р. в с. Високий Горб дворів було 30, а жителів - 207, а в д. Олександрівці - дворів 3-4, жителів - 200. У 1923 р. в с. Високий Горб населення було 382 чоловіки, а в Олександрівці - 168.
Села Високий Горб і Олександрівка були розташовані поряд, тому в процесі свого розвитку наприкінці XIX на початку XX ст. вони злилися. Так, історик В. Милорадович в нарисі, опублікованому в 1904 р. «Степная Лубенщина», (Високий Горб і Олександрівка, також як і села Овсюки, Рудка, Стукалівка, до революції входили до Лубенського повіту) розглядає Олександрівку, як частину села Високий Горб.
Про старе життя-буття селяни розповідають: «Під Троцького підходили, тут мало його кріпаків, усі підхожі... Пани давали землі скільки хоч пахать. Троцький утішався людьми, як своїми дітьми.
У Горби підійшли: Калини (із-за Пирятина), Журби (із Карпилівки), Дерези, Задорожні (із Литви), Галенки, Кутові, Недобори, Ночовки, Пікулі, Ринді, Соняшні, Шкурки, Шутенки. В Олександрівку підійшли: Корчуби, Латиші, Лушні, Мусієнки, Третяки, Черепанові (із Казані).
Усіх тепер 400 душ. Майже усі були тяглі. Такі були господарі, що й жеребців держали на конюшні». Далі із того ж Милородовича.
У В. Ю. Троцького було значне господарство в складі 3000 десятин землі, млин на кінній тязі, винокурня, 10 плугів, стадо в 100 голів при декількох биках, табун коней в 150 маток. Потім його економії роздробились і обідніли. Обідніли і селяни Високого Горбу і стали пішими. Але їм не видавався 3-й сніп, як усюди, а після остаточного збирання хліба весь він зберігався у поміщика (Островського), селянам же призначалось по 2 пуди на кожного (працівника) щомісяця.
До речі, ще в 1864 році в викупних документах на землю колишніми кріпаками села Високий Горб, село називалось і Високим Горбом, і Горбами. Олександрівка тоді існувала, як окреме село. Та ще в 1923-25 роках села Виисокий Горб і Олександрівка значились, як окремі села.
Остаточне злиття цих сіл в одне село з одержанням назви Горби сталося наприкінці 20-х на початку 30-х років XX ст.
Ріст населення продовжувався до 1930 року, після якого кількість населення пішла на спад. За переписом населення 1939 р. в Горбах мешкало 336 душ.
Війна 1941-1945 р.р. забрала багато життів: не повернулося з війни 43 душі. В період окупації розстріляно 3 душі. 
В 1959 р. в селі мешкало 294 душі, 
в 1972 р. - 196 душ, 
в 1980 р. - 127 душ, 
в 1990 р. - 79 душ.
Перша школа в с. Високий Горб була відкрита в 1897 р. стараннями М. Г. Астряба, він був її попечителем, а першою вчителькою - його дочка Ганна Матвіївна.
В 1897 р. Дружина М. Г. Астряба і її дві сестри подарували для школи в центрі Горбів 0,25 десятин землі з будівлею (приміщенням старого шинку), яке при допомозі голови земської управи Леонтовича Івана Миколайовича вдалось відремонтувати і відкрити школу. 
На початку 1900-х років було побудоване нове шкільне приміщення. При радянській владі тут була початкова школа.
До 12 вересня 1991 року підпорядковувалося Овсюківській сільській раді. З 12 вересня 1991 року підпорядковується новоствореній Рудківській сільській раді.

## Пам'ятки
Між Горбами та сусіднім селом Березівка розташована пам'ятка природи ландшафтний заказник Лізина гора.